# Mossetjärnet, Värmland
Mossetjärnet är en sjö i Eda kommun i Värmland och ingår i Göta älvs huvudavrinningsområde. Sjöns area är 0,011 kvadratkilometer och den befinner sig 184 meter över havet.